# Paralysianopsis odhneri
Paralysianopsis odhneri is een vlokreeftensoort uit de familie van de Lysianassidae. De wetenschappelijke naam van de soort is voor het eerst geldig gepubliceerd in 1931 door Schellenberg.